# Catonidia wuyishanana
Catonidia wuyishanana är en insektsart som beskrevs av Wang och Huang 1991. Catonidia wuyishanana ingår i släktet Catonidia och familjen vedstritar. Inga underarter finns listade i Catalogue of Life.